# Netoskop
NEToskop – pierwsza wyszukiwarka internetowa obsługująca polskie znaki, jedna z dwóch pierwszych polskich wyszukiwarek, napisana w 1996 roku przez Jacka Surażskiego przy wsparciu Michała Rolskiego. Po nieudanych rozmowach z firmą Polska Online w 1997 zadebiutowała w portalu internetowym wydawnictwa komputerowego Chip. Netoskop od samego początku tworzony był z myślą o katalogowaniu zawartości polskiego Internetu i przystosowany do specyfiki języka polskiego. Miał on być wyłączną własnością firmy NetWalker. Brak odpowiednich środków finansowych zmusił jego autorów do poszukiwania partnera. W latach 2000–2002 wyszukiwarka stała się częścią portalu Poland.com. W tym czasie wyszukiwarka wzbogaciła się o słownik synonimów, wyszukiwanie w różnych formach fleksyjnych oraz filtr rodzinny. Zniesiono też graficzne formy reklamowe w postaci bannerów, zastępując je reklamami tekstowymi serwowanymi na podstawie słów kluczowych. Po 2002 roku prowadzona była przez spółkę Netoskop Sp. z o.o., założoną przez autorów.  W 2003 roku serwis przestał świadczyć usługi wyszukiwania w dotychczasowej formie.
W roku 2004 spółka wraz z wyszukiwarką została przejęta przez firmę Pyton Management, specjalizującą się w zarządzaniu wiedzą. Od tej pory oprogramowanie zostało przekształcone w system korporacyjny do przeszukiwania wewnętrznych zasobów przedsiębiorstwa i zewnętrznych źródeł informacji. W 2012 z sieci znika serwis z ofertą oprogramowania bazującego na Netoskopie.